# Marquarderode

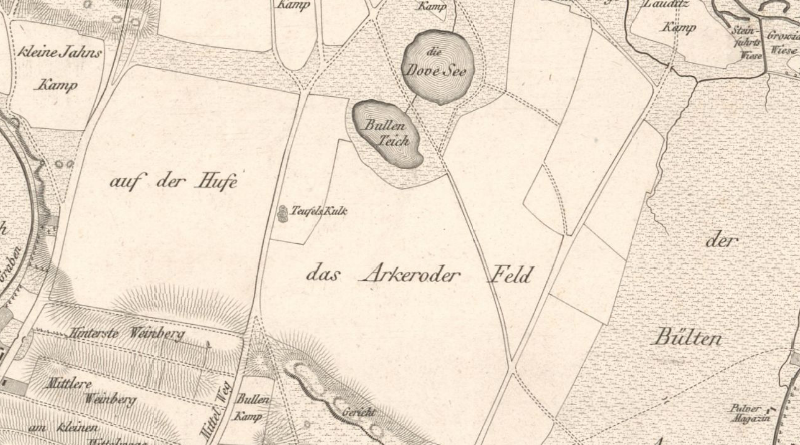
Karte des Arkeroder Feldes um 1830, Kartenausschnitt von Johann Karl Mare

Marquarderode oder auch Marquarderoth war ein Ort im Bereich des heutigen Stadtgebietes von Braunschweig, der um 1400 wüst gefallen ist. An diesen Ort erinnert heute noch die Flurbezeichnung Arkeroder Feld bzw. Ärkeroder Feld.

## Geschichte
Der Ort wurde 1031 in der Weiheurkunde der Magnikirche mit mehreren anderen Orten erstmals erwähnt, damals schrieb es sich noch Marcgwarderoth. Es handelte sich hierbei um ein typisches Rode-Dorf, das zwischen 800 und 900 n. Chr. entstanden war. Es wird vermutet, dass es durch Seuchen oder Kriegseinfluss wüst gefallen ist. Aufzeichnungen dazu fehlen jedoch.
Ein Schriftstück aus dem Jahr 1328 besagt, dass Sophie, die Witwe eines gewissen Konen aus Helmstedt, Ludeman, Sohn des Münzers und Grete, Sanders Witwe aus der Neustadt, „an dem Gut zu Marquarderrode Gesamthand“ haben. Es soll sich damals um „7 Hufen (210 Morgen), den halben Zehnten, die halbe Fischweide und alles an Holz und Gras was dazugehört“, gehandelt haben. Es wird angenommen, dass ein Großteil des Geländes noch bewaldet war. 1320 trat der Graf Ulrich von Regenstein 7 Hufen an das Kloster Riddagshausen ab, dazu Marquaderrode und die halbe Fischweide. 1331 wurde ein Teil des Besitzes von Ludolf dem Münzer verkauft.
Ein Dorf namens Marqarderoth wurde erstmals 1381 erwähnt. Es lag vermutlich südlich des sogenannten Bullenteiches – dieser ist, wie der heute noch vorhandene Dowesee im Schulgarten, durch eine Erdabsenkung entstanden, welche durch die Salzlagerstätten verursacht wurde. Ein weiterer Teich, der Schweinepfuhl, ging verloren. Das Dorf hatte mindestens 7 Höfe. Laut Wilhelm Bornstedt wurde die Wüstung 1381 noch genannt und lag östlich des heutigen Eintracht-Stadions.
Nach neueren Erkenntnissen kann die Siedlung auch nordöstlich des Bullenteiches nahe der Schuntersiedlung gelegen haben. Da die genaue Lage nicht lokalisiert werden kann, ist die Angabe der Koordinate nur ein ungefährer Anhaltspunkt.

### Siedlungsbau
Das Arkeroder Feld war 1913 in den Besitz der Stadt gekommen, damals aber noch nicht zu Siedlungszwecken. Eine Bebauung erfolgte in einem ersten Bauabschnitt von 1926 bis 1931, in einem zweiten von 1933 bis 1941, hauptsächlich aber in den Jahren 1935 bis 1937. Dadurch entstand das Siegfriedviertel. Das Wohnkonzept basiert auf den Entwürfen für die „Braunschweiger Gartenstadt“ von 1919 durch Stadtbaumeister Herman Flesche, dessen Entwürfe sich am allgemeinen Stadterweiterungskonzept Theodor Goeckes von 1917 orientierten. Es enthielt damals schon die hufeisenförmige Gestalt mit der späteren Siegfriedstraße als „Rückgrat“. Mit dieser Konzeption wurde von der, bis dahin üblichen, ringförmigen Stadterweiterung abgewichen. Dieses Konzept basierte auf den Gedanken des englischen Gartenstadtplaners Raymond Unwin mit seinem „Satelliten-Stadterweiterungsschema“.